# Pedro Martínez (tennis)
Pour les articles homonymes, voir Pedro Martínez (homonymie) et Martinez.
Martínez  Portero est un nom espagnol. Le premier nom de famille, en général paternel, est Martínez ; le second, en général maternel, souvent omis, est Portero.
Pedro Martínez Portero, né le 26 avril 1997 à Alzira, est un joueur de tennis espagnol, professionnel depuis 2014.

## Carrière
Lauréat de 8 titres ITF en simple et 18 en double, il remporte son premier Challenger en 2018 à Båstad.
Il fait une percée sur le circuit ATP début 2020 en se qualifiant tout d'abord pour l'Open d'Australie et en battant l'Allemand Dominik Köpfer au premier tour. Il sort également des qualifications à trois reprises lors de sa tournée sud-américaine et atteint les quarts de finale à Rio de Janeiro. Il se distingue lors des Internationaux de France en accédant au 3e tour après avoir écarté Mikhail Kukushkin. Il atteint dans la foulée la finale du Challenger de Marbella puis s'adjuge celui d'Alicante.
En 2021, il parvient au 3e tour de l'Open d'Australie. Battu au second à Roland-Garros par Stéfanos Tsitsipás, il se distingue en double en atteignant les demi-finales avec Pablo Andújar après avoir profité du forfait de la paire tête de série no 1, Nikola Mektić et Mate Pavić, pour intégrer le tournoi.
Il remporte son premier titre ATP lors de l'Open de Santiago le 27 février 2022 en battant en finale l'Argentin Sebastián Báez en trois sets (4-6, 6-4, 6-4).
Il parvient mi-juillet 2024 en demi-finale du tournoi de Hambourg après des victoires sur l'Italien Matteo Arnaldi (7-64, 6-1), le qualifié Français Ugo Blanchet (6-4, 0-6, 7-5) et en reversant l'Argentin Francisco Cerúndolo (1-6, 6-1, 6-4). Il est battu par le tenant du titre et numéro quatre mondial Alexander Zverev (2-6, 4-6).

## Palmarès

### Titre en simple messieurs
| No | Date       | Nom et lieu du tournoi             | Catégorie | Dotation  | Surface      | Finaliste      | Score         |          |
| -- | ---------- | ---------------------------------- | --------- | --------- | ------------ | -------------- | ------------- | -------- |
| 1  | 21-02-2022 | Chile Dove Men+Care Open, Santiago | ATP 250   | 475 960 $ | Terre (ext.) | Sebastián Báez | 4-6, 6-4, 6-4 | Parcours |

### Finales en simple messieurs
| No | Date       | Nom et lieu du tournoi             | Catégorie | Dotation  | Surface      | Vainqueur      | Score         |          |
| -- | ---------- | ---------------------------------- | --------- | --------- | ------------ | -------------- | ------------- | -------- |
| 1  | 26-07-2021 | Generali Open Kitzbühel, Kitzbühel | ATP 250   | 419 470 € | Terre (ext.) | Casper Ruud    | 6-1, 4-6, 6-3 | Parcours |
| 2  | 01-04-2024 | Millenium Estoril Open, Estoril    | ATP 250   | 579 320 € | Terre (ext.) | Hubert Hurkacz | 6-3, 6-4      | Parcours |

### Titre en double messieurs
| No | Date       | Nom et lieu du tournoi  | Catégorie | Dotation  | Surface      | Partenaire     | Finalistes             | Score            |          |
| -- | ---------- | ----------------------- | --------- | --------- | ------------ | -------------- | ---------------------- | ---------------- | -------- |
| 1  | 25-07-2022 | Generali Open Kitzbühel | ATP 250   | 534 555 € | Terre (ext.) | Lorenzo Sonego | Tim Pütz Michael Venus | 5-7, 6-4, [10-8] | Parcours |

### Finale en double messieurs
| No | Date       | Nom et lieu du tournoi           | Catégorie | Dotation    | Surface      | Vainqueurs                | Partenaire  | Score    |          |
| -- | ---------- | -------------------------------- | --------- | ----------- | ------------ | ------------------------- | ----------- | -------- | -------- |
| 1  | 17-02-2025 | Rio Open by Claro Rio de Janeiro | ATP 500   | 2 396 115 $ | Terre (ext.) | Rafael Matos Marcelo Melo | Jaume Munar | 6-2, 7-5 | Parcours |

## Parcours dans les tournois duGrand Chelem

### En simple
| Année | Open d'Australie | Open d'Australie    | Internationaux de France | Internationaux de France | Wimbledon       | Wimbledon         | US Open         | US Open             |
| ----- | ---------------- | ------------------- | ------------------------ | ------------------------ | --------------- | ----------------- | --------------- | ------------------- |
| 2018  | —                | —                   | Q1                       | Marcelo Arévalo          | —               | —                 | Q3              | Hubert Hurkacz      |
| 2019  | Q3               | Christopher Eubanks | 1er tour (1/64)          | Henri Laaksonen          | Q2              | Evgeny Karlovskiy | Q3              | Jenson Brooksby     |
| 2020  | 2e tour (1/32)   | Daniil Medvedev     | 3e tour (1/16)           | Sebastian Korda          | Annulé          | Annulé            | 1er tour (1/64) | Jan-Lennard Struff  |
| 2021  | 3e tour (1/16)   | Dušan Lajović       | 2e tour (1/32)           | Stéfanos Tsitsipás       | 3e tour (1/16)  | Cristian Garín    | 2e tour (1/32)  | Andrey Rublev       |
| 2022  | 2e tour (1/32)   | Cristian Garín      | 1er tour (1/64)          | Henri Laaksonen          | 1er tour (1/64) | Alex Molčan       | 1er tour (1/64) | Christopher Eubanks |
| 2023  | 1er tour (1/64)  | Hubert Hurkacz      | 1er tour (1/64)          | Tallon Griekspoor        | —               | —                 | —               | —                   |
| 2024  | —                | —                   | 2e tour (1/32)           | Andrey Rublev            | 1er tour (1/64) | Tommy Paul        | 2e tour (1/32)  | Alexei Popyrin      |
| 2025  | 2e tour (1/32)   | Alexander Zverev    | 1er tour (1/64)          | Denis Shapovalov         | 3e tour (1/16)  | Jannik Sinner     |                 |                     |

N.B. : à droite du résultat se trouve le nom de l'ultime adversaire.

### En double messieurs
| Année | Open d'Australie                                                                      | Open d'Australie                                                                 | Internationaux de France                                                            | Internationaux de France                                                          | Wimbledon                                                                       | Wimbledon | US Open | US Open |
| ----- | ------------------------------------------------------------------------------------- | -------------------------------------------------------------------------------- | ----------------------------------------------------------------------------------- | --------------------------------------------------------------------------------- | ------------------------------------------------------------------------------- | --------- | ------- | ------- |
| 2020  | —                                                                                     | —                                                                                | 1er tour (1/32) C. Garín \|\| style="text-align:left;" \| J.-J. Rojer Horia Tecău   | Annulé                                                                            | Annulé                                                                          | —         | —       |         |
| 2021  | 1er tour (1/32) P. Andújar \|\| style="text-align:left;" \| T. Brkić A.-U.-H. Qureshi | 1/2 finale P. Andújar \|\| style="text-align:left;" \| A. Bublik A. Golubev      | 1er tour (1/32) N. Gombos \|\| style="text-align:left;" \| Ivan Dodig Filip Polášek | 1er tour (1/32) A. Ramos \|\| style="text-align:left;" \| A. Golubev Andreas Mies |                                                                                 |           |         |         |
| 2022  | 1/8 de finale P. Andújar \|\| style="text-align:left;" \| M. Granollers H. Zeballos   | 1er tour (1/32) P. Andújar \|\| style="text-align:left;" \| S. Doumbia F. Reboul | 2e tour (1/16) J.-P. Smith \|\| style="text-align:left;" \| W. Koolhof Neal Skupski | 1er tour (1/32) A. Golubev \|\| style="text-align:left;" \| Tim Pütz M. Venus     |                                                                                 |           |         |         |
| 2023  | 1er tour (1/32) T. Monteiro \|\| style="text-align:left;" \| L. Harris R. Klaasen     | —                                                                                | —                                                                                   | —                                                                                 | —                                                                               | —         | —       |         |
| 2024  | —                                                                                     | —                                                                                | 1er tour (1/32) J. Munar \|\| style="text-align:left;" \| J. Murray M. Venus        | 2e tour (1/16) J. Munar \|\| style="text-align:left;" \| H. Heliövaara H. Patten  | 1er tour (1/32) J. Munar \|\| style="text-align:left;" \| Hugo Nys J. Zieliński |           |         |         |

N.B. : le nom du partenaire se trouve sous le résultat ; les noms des ultimes adversaires se trouvent à droite.

## Parcours dans lesMasters 1000
| Année | Indian Wells         | Miami                | Monte-Carlo        | Madrid                | Rome                  | Canada              | Cincinnati      | Shanghai           | Paris                |
| ----- | -------------------- | -------------------- | ------------------ | --------------------- | --------------------- | ------------------- | --------------- | ------------------ | -------------------- |
| 2020  | n.o.                 | n.o.                 | n.o.               | n.o.                  | 2e tour D. Shapovalov | n.o.                | —               | n.o.               | —                    |
| 2021  | 2e tour S. Tsitsipás | 1er tour T. Sandgren | 1er tour T. Paul   | 1er tour T. Paul      | —                     | —                   | —               | n.o.               | —                    |
| 2022  | 2e tour C. Norrie    | 3e tour D. Medvedev  | 2e tour H. Hurkacz | 1er tour A. de Minaur | 1er tour J. Sinner    | 1er tour G. Monfils | —               | n.o.               | —                    |
| 2023  | 2e tour F. Auger     | 1er tour Q. Halys    | —                  | —                     | 1er tour A. Bublik    | —                   | —               | —                  | —                    |
| 2024  | —                    | —                    | —                  | —                     | 1er tour N. Borges    | 1er tour B. Ćorić   | —               | 1er tour J. Menšík | 1er tour J. Thompson |
| 2025  | 1er tour F. Marozsán | 1er tour L. Darderi  | 2e tour N. Borges  | 1er tour F. Comesaña  | 2e tour H. Hurkacz    | 1er tour A. Vukic   | 2e tour T. Paul |                    |                      |

N.B. : sous le résultat se trouve le nom de l’ultime adversaire.

## Victoires sur le top 10
Toutes ses victoires sur des joueurs classés dans le top 10 de l'ATP lors de la rencontre.
| Légende      |
| ------------ |
| Grand Chelem |
| Masters      |
| Masters 1000 |
| ATP 500      |
| ATP 250      |
| Coupe Davis  |

| # | P.M.  | Tournoi | Année | Surface      | Adversaire  | Rang | Tour | Score         |
| - | ----- | ------- | ----- | ------------ | ----------- | ---- | ---- | ------------- |
| 1 | no 77 | Estoril | 2024  | Terre battue | Casper Ruud | no 8 | 1/2  | 6-4, 4-6, 6-4 |

## Classements ATP en fin de saison
| Année          | 2013 | 2014 | 2015 | 2016 | 2017 | 2018 | 2019 | 2020 | 2021 | 2022 | 2023 | 2024 |
| Rang en simple | 1674 | 1203 | 678  | 309  | 261  | 154  | 171  | 85   | 60   | 62   | 106  | 43   |
| Rang en double | –    | 833  | 553  | 311  | 208  | 157  | 195  | 168  | 88   | 81   | 151  | 239  |

Source : (en) Classements de Pedro Martínez sur le site officiel de la Fédération internationale de tennis